# 国立障害者リハビリテーションセンター学院
国立障害者リハビリテーションセンター学院（こくりつしょうがいしゃリハビリテーションセンターがくいん、英称:College, National Rehabilitation Center for Persons with Disabilities）は、埼玉県所沢市にある国立障害者リハビリテーションセンターに付属している教育・訓練担当部門である。障害者のリハビリテーションに関する技術者の養成と、既に従事している各種専門職員の技術の向上を目的とした研修を行う。以前は国立身体障害者リハビリテーションセンター学院と称していたが、「厚生労働省組織令の一部を改正する政令」に基づき、2008年（平成20年）10月1日より名称変更した。西武新宿線の新所沢駅又は航空公園駅から徒歩で約15分の所にある。略称は国リハ学院。

## 沿革
- 1971年（昭和46年）4月 - 国立聴力言語障害センターに附属聴能言語専門職員養成所を設置。聴能言語専門職員の養成（1年制）を開始する
- 1979年（昭和54年）
  - 7月 - 国立聴力言語障害センターが国立身体障害者リハビリテーションセンターに統合。国立身体障害者リハビリテーションセンター学院聴能言語専門職員養成課程（1年制）となる。
  - 9月 - 聴能言語専門職員養成課程を開設および研修業務を開始する
- 1982年（昭和57年）4月 - 義肢装具専門職員養成課程（3年制）を開設する
- 1988年（昭和63年）4月 - 義肢装具士法の制定施行に伴い、義肢装具士養成所として厚生大臣の指定を受ける
- 1989年（平成元年）4月 - 厚生大臣公認の手話通訳士認定制度が発足し、手話通訳士試験が始まる
- 1990年（平成2年）4月 - 視覚障害生活訓練専門職員養成課程（1年制）および手話通訳専門職員養成課程（1年制）を開設する
- 1991年（平成3年）4月 - リハビリテーション体育専門職員養成課程（2年制）開設する
- 1992年（平成4年）4月 - 聴能言語専門職員養成課程を2年制に移行
- 1995年（平成7年）1月 - 専修学校の専門課程の修了者に対する専門士の称号付与に関する規定に基づき、義肢装具専門職員養成課程の修了者に専門士の称号を授与する
- 1998年（平成10年）10月 - 言語聴覚士法の制定施行に伴い言語聴覚士養成所として厚生大臣の指定を受ける
- 1999年（平成11年）4月 - 専門職員養成課程から学科制へ名称変更。言語聴覚学科、義肢装具学科、視覚障害学科、手話通訳学科、リハビリテーション体育学科の5学科となる。視覚障害学科を2年制に移行
- 2001年（平成13年）4月 - 手話通訳学科を2年制に移行
- 2008年（平成20年）10月 - 国立障害者リハビリテーションセンター学院に改名する
- 2011年（平成23年）10月 - 脳卒中リハビリテーション看護認定看護師教育課程開講
- 2012年（平成24年）4月 - 秩父学園附属保護指導職員養成所を組織統合し、児童指導員科を開設する

## 養成部門
養成部門には、以下の5学科がある。
- 言語聴覚学科 （修業年限2年、入学資格は大卒等） - 卒業後は言語聴覚士の受験資格が得られる。
- 義肢装具学科 （修業年限3年、入学資格は高卒等） - 卒業後は義肢装具士の受験資格が得られる。
- 視覚障害学科 （修業年限2年、入学資格は大卒等） - 視覚障害リハビリテーションに携わる人材を養成する。
- 手話通訳学科 （修業年限2年、入学資格は高卒等） - 卒業後は手話通訳士などの手話通訳関係に従事する。
- リハビリテーション体育学科 （修業年限2年、入学資格は教育職員免許法による保健体育の高等学校教諭の専修免許状又は一種免許状を有する者等） - 卒業後は健康運動指導士認定試験の受験資格が得られる。
- 児童指導員科（発達障害支援者養成）、（修業年限1年、入学資格は大卒等、保育士資格取得者。） - 卒業後は児童指導員などの児童福祉関係に従事する。

## 研修部門
研修部門では、リハビリテーションに関する様々なテーマの研修会を、1日から10日程度の期間で、定員10名から200名超の規模で行っている。

## 主な卒業生
- 月城慶一（広島国際大学教授）
- 中川信子（言語聴覚士）
- 関啓子（神戸大学教授）